# Taizhou Luqiao Airport
Taizhou Luqiao Airport (kinesiska: 台州路桥机场, 黄岩路桥机场) är en flygplats i Kina. Den ligger i provinsen Zhejiang, i den östra delen av landet, omkring 220 kilometer sydost om provinshuvudstaden Hangzhou. Taizhou Luqiao Airport ligger 4 meter över havet.
Runt Taizhou Luqiao Airport är det mycket tätbefolkat, med 1 095 invånare per kvadratkilometer. Närmaste större samhälle är Taizhou, 11,0 km norr om Taizhou Luqiao Airport. Trakten runt Taizhou Luqiao Airport består till största delen av jordbruksmark.
Genomsnittlig årsnederbörd är 2 144 millimeter. Den regnigaste månaden är augusti, med i genomsnitt 395 mm nederbörd, och den torraste är januari, med 73 mm nederbörd.